# Nicky Cook

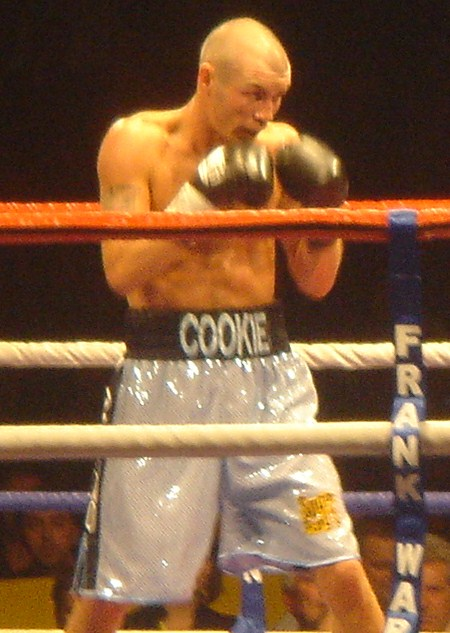
Nicky Cook

Nicky Cook (* 13. September 1979 in Stepney, London, England) ist ein ehemaliger Boxer im Superfedergewicht.

## Profi
Am 12. Dezember 1998 gab er gegen seinen Landsmann Sean Grant mit einem klassischen K.-o.-Sieg in der 1. Runde erfolgreich sein Profidebüt. Im Mai 2003 gewann er den Commonwealth-Gürtel und im März 2004 den Europameistertitel. Zudem kam 2005 der britische Meistertitel hinzu. 
Am 6. September im Jahre 2008 trat er gegen Alex Arthur um die Weltmeisterschaft der WBO an und gewann durch einstimmigen Beschluss. Allerdings verlor er den Gürtel bereits im darauffolgenden Jahr gegen Román Martínez durch technischen K. o. in der 4. Runde.